# Hualian Xi
Hualian Xi (chiń. trad. 花蓮溪; pinyin Huālián Xī; Wade-Giles Hua-lien Hsi) – rzeka we wschodniej części Tajwanu. Jej źródło znajduje się na zboczach góry Bazi Shan, w paśmie Zhongyang Shanmai. Długość rzeki wynosi 57,28 km, a powierzchnia jej dorzecza to 1507,09 km². Przepływa przez powiat Hualian i uchodzi do Oceanu Spokojnego w Ji’an, na południe od Hualian.
Dopływy rzeki to: Guangfu Xi, Ma’an Xi, Wanli Xi, Shoufeng Xi, Mugua Xi.